# Zeadmete otagoensis
Zeadmete otagoensis är en snäckart som beskrevs av Dell 1956. Zeadmete otagoensis ingår i släktet Zeadmete och familjen Cancellariidae. Inga underarter finns listade i Catalogue of Life.